# Randy Rand
Randy Rand, de son vrai nom Randall Schuchart, est un musicien américain ayant tenu le rôle de bassiste au sein du groupe de hard-rock Autograph. Avant la création d'Autograph, Randy Rand fut le bassiste de Masters of the Airwaves, Wolfgang et The Offenders, avant d'accompagner Lita Ford en 1983. Depuis la séparation d'Autograph en 1989, Randy Rand s'est reconverti avec succès dans le design de vêtements en cuir, en particulier pour la marque Harley-Davidson

## Discographie non-Autograph
- Masters of the Airwaves : Masters of the Airwaves, 1974
- The Offenders : For Sale Only Not for Promotional Use, 1980
- David Della Rossa : Nothin' but Trouble, 1987